# Anthonie van Diemen
Anthonie van Diemen (1593, Culemborg, Països Baixos - 19 d'abril de 1645, Batavia, Indonèsia), va ser un administrador colonial neerlandès que va contribuir a consolidar l'Imperi holandès a l'Àsia sud-oriental.
Quan tenia 23 anys va traslladar-se a Amsterdam a provar sort en el comerç, però va acabar fent fallida. Això el va motivar a ingressar a la Companyia Neerlandesa de les Índies Orientals i va prestar servei a Batavia (actual Jakarta) a partir de l'any 1619.
Com que la Companyia no acceptava persones amb problemes econòmics es va inscriure amb el nom Thonis Meeusz. L'any 1626 el Governador Jan Pieterszoon Coen, que sabia qui era en realitat, el va nomenar director general de comerç i membre del Consell d'Índies. L'any 1630 va assolir el rang d'Almirall.
Com a governador general de les colònies índies holandeses (1636-1645), va facilitar que els Països Baixos guanyessin el monopoli sobre el comerç d'espècies a les illes Moluques, que es conquerissin les àrees productores de canyella de Ceilan (Sri Lanka), que capturessin la principal fortalesa portuguesa de Malaca i que prenguessin Formosa (Taiwan) als espanyols. Pel 1645, van Diemen havia portat les Províncies Unides dels Països Baixos a ser el poder comercial i polític més important de les Índies.
Alhora, va encarregar-se de completar la construcció de Batava seguint la feina feta pel seu predecessor, Jan Pieterszoon Coen, així com de l'aprovació d'estatuts i codis legals per a la regió. També va donar el consentiment per a les expedicions d'Abel Janszoon Tasman i Frans Visscher (1642, 1644), en les quals es van descobrir els territoris de Nova Zelanda, Tonga, Fiji i la costa nord d'Austràlia. Tasmània va ser coneguda fins a l'any 1856 com Terra de Van Diemen, nom que li va posar Tasman en honor del seu mecenes.